# Italiens historia
Den här artikeln behandlar Italiens historia.
Italien har bidragit till att forma den kulturella och samhälleliga utvecklingen i hela medelhavsområdet och har haft stort inflytande över europeisk kultur i övrigt. Betydande kulturer och civilisationer har existerat där sen förhistorisk tid. Greker bosatte sig på den italienska halvöns sydspets under 900- och 800-talet f.Kr. Efter Magna Graecia dominerade etruskerna och icke minst romarna denna del av världen i flera århundraden. Under medeltiden och renässansen var Italien ett kärnområde för europeisk religion, filosofi, vetenskap och konst.

## Etruskerna
Huvudartikel: Etrusker
Etruskerna kom till Italien landvägen över Alperna under 1000-talet f.Kr. och bredde snart ut sig till mellersta Italien. Etruskerna blev aldrig fler än italerna men kom med tiden att härska över dessa, främst med hjälp av sin tekniskt sett överlägsna civilisation.

## Romarna

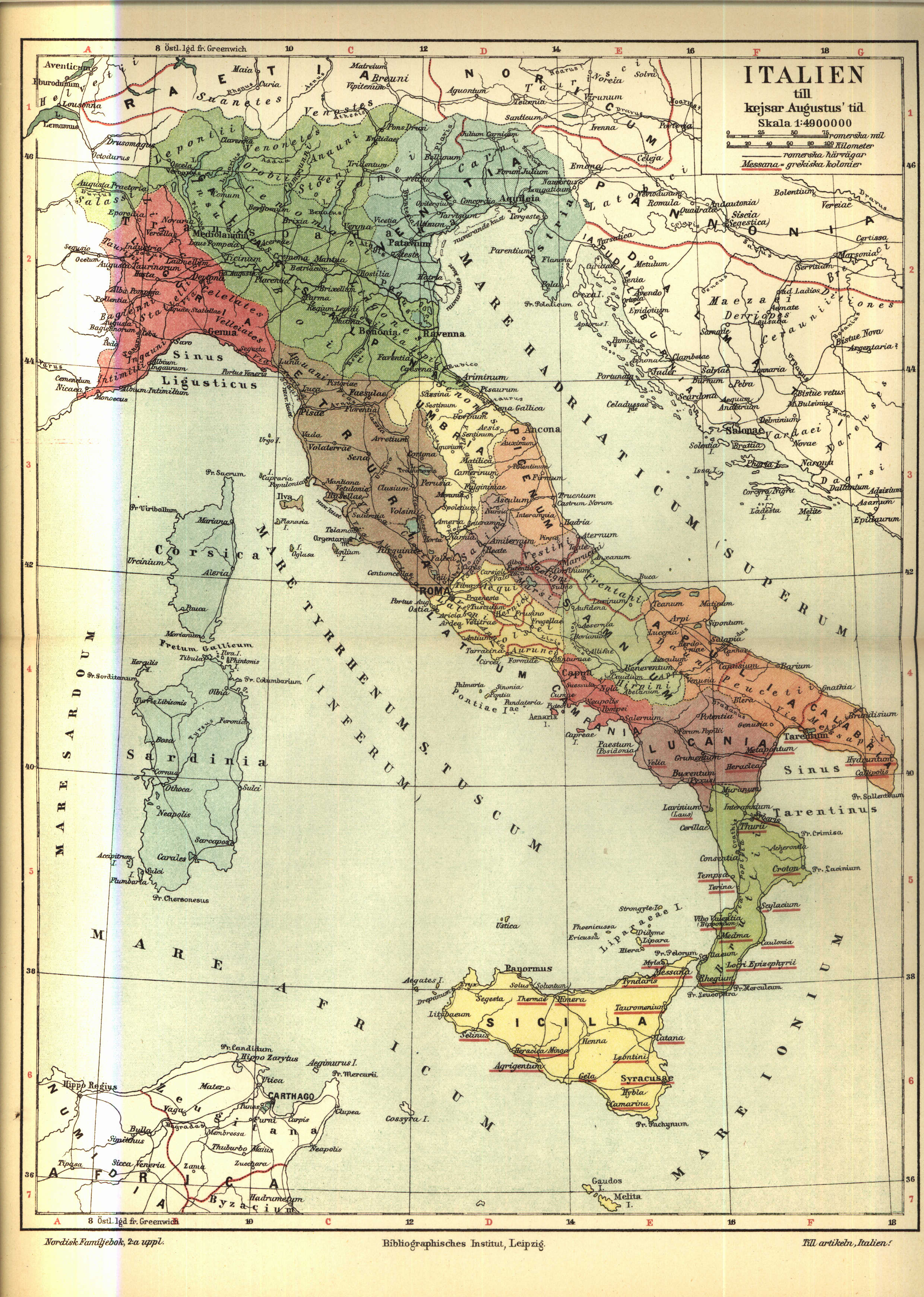
Karta över Italien till kejsar Augustus tid

Italiens äldsta historia dominerades av grekerna och etruskerna. Senare fick etruskerna konkurrens om de centrala och norra delarna av halvön av romare.

## Medeltid
476 störtades den siste romerske kejsaren av germanen Odovakar som härskade över Italien fram till 493. Odovakar behöll i stort sett alla romerska seder och kulturella drag. Hans styre avslutades när ostrogoterna, under ledning av Theoderik den store, erövrade Italien. Detta ledde till det gotiska kriget under vilket de östromerska arméerna vann en pyrrhusseger över goterna i Italien. Det gotiska kriget förstörde Italiens infrastruktur och möjliggjorde erövringar av den mer barbariska germanska stammen, langobarderna. Langobarderna etablerade ett kungarike i norra Italien och i tre distrikt i södra delen. Efter den langobardanska invasionen underställdes påvarna (exempelvis St. Gregorius) nominellt det östra kejsardömet. 756 besegrade frankiska styrkor langobarderna och gav påvedömet juridisk auktoritet över större delen av centrala Italien, därmed skapandes kyrkostaten.
800 lät Karl de store kröna sig till kejsare, och norra Italien blev en del av Frankerriket. Södra Italien var delat mellan en rad langobardiska furstendömen, av vilka Benevent var det viktigaste, och Bysantinska riket. På Sicilien satt sig araberna fast på 800-talet. Vid Frankerrikets delning 843 tillföll norra Italien kejsar Lothar I och efter hans död 855 tillföll området, som nu kallades kungariket Italien Ludvig II. Under de följande århundradena fördes en förvirrad kamp om makten i kungariket, tills Otto I 951 kröntes till langobardisk kung och 962 till kejsare. Kungariket Italien kom därefter att för lång tid framöver ingå i Tysk-romerska riket.
Södra Italien fortsatte att vara delat mellan Bysantinska riket och langobardiska och andra furstar. Araberna hade under en period kontrollen även av delar av Italienska fastlandet. 1029 tog dock även normanderna kontroll över området. I striden mellan påven och kejsaren under 1070-talet kom normanderna att stödja påven. Tankred av Hautevilles söner kom att utmärka sig: Robert Guiscard fördrev bysantinarna från Italien, Roger I av Sicilien fördrev araberna från Sicilien. Roger II av Sicilien lade även under sig Syditalien och fick 1130 av påven titeln kung av Sicilien. Från den tiden har Syditalien sin egen historia, även om det en tid under Fredrik II ingick i det Tysk-romerska riket. Genom den Sicilianska aftonsången delades 1282 kungariket Sicilien i två delar, Sicilien under den aragoniska kungaätten och på fastlandet kungariket Neapel under ätten Anjou.
Under den tidiga medeltiden växte sig de Italienska städerna allt mäktigare, och från 1000-talet började de tillkämpa sig allt större självständighet så att de även om de formellt (undantaget Venedig) stod under staternas kontroll, i praktiken blev närmast helt självständiga. Från att ha styrts av rådsförsamlingar, började under 1200-talet diktaturer att växa fram i de flesta städerna, och krig med andra stadsstater ledde till att de mäktigare städerna snart lade under sig de svagare. I slutet av medeltiden var Milano under Visconti och Sforza, Mantua under Gonzaga, Ferrara under Este och Florens under Medici de viktigaste. Venedig och Genua kom att gå sina egna vägar.
Se även ostrogoter, Republiken Venedig och Republiken Genua

## Renässans och modern tid
Se även renässansen och Napoleonkrigen
Vid medeltidens slut började de europeiska makterna alltmer intressera sig för Italien, samtidigt som grunden för de Italienska städernas rikedom genom upptäckten av Amerika och sjövägen till Indien rycktes undan. Som arvingar till Neapels dynasti var Frankrikes kungar som innehavare av Sicilien intresserade av att utöka sitt inflytande i Italien. Sedan Aragoniens (och senare Spaniens) kungar från 1435 var arvingar till Neapels dynasti kom även de att intressera sig för makten i Italien. De kom att konkurrera med de Tysk-romerska kejsarna. De viktigaste inhemska staterna var Milano, Florens, Venedig och Kyrkostaten. Ligor och allianser gjordes upp, förde krig mot varandra och sprängdes. Resultatet blev att Milano och Neapel tillföll huset Habsburg, från 1556 dess spanska gren. I den stora uppgörelsen om dess besittningar, Spanska tronföljdskriget 1700–1713 överfördes dessa besittningar till Habsburgs österrikiska gren, men under kabinettspolitikens tid nybildades kungariket Neapel 1735 och hertigdömet Parma 1748 under furstar av huset Bourbons spanska gren. Florens, som ombildats till hertigdömet Toscana, tillföll Habsburg, som även behöll Milano. Generellt sett kom Österrike att bli den dominerande makten i norra Italien. Även hertigdömet Modena tillföll genom äktenskapsförbindelser huset Habsburg. Den enda Italienska stat som lyckades bevara sitt oberoende var Savojen, vars grevar inte utan skicklighet deltog i de politiska intrigerna. 1713 förvärvade de Sicilien som kungarike men tvingades byta ut det mot Sardinien, varefter Savojen ombildades till kungariket Sardinien.
Franska revolutionskrigen kom att gå hårt åt staterna i Italien. Endast Sardinien och Sicilien behöll sina gamla härskare. Savojen införlivades med Frankrike. På de gamla staternas områden bildades Cispadanska republiken, Cisalpinska republiken, Italienska republiken och Liguriska republiken i norra Italien. Romerska republiken och Parthenopeiska republiken bildades av Kyrkostaten och Neapel, vilka stater dock snart återskapades. De flesta fick republikanska statsskick kopierade efter den franska författningen. Endast Toscana förblev monarki under namnet kungariket Eturien. Under det franska kejsardömet kom stora områden, bland annat Genua, Toscana, Parma och Kyrkostaten att införlivas med Frankrike. Bland annat Milano och Venedig ställdes som kungariket Italien i personalunion med Frankrike. I samband med Napoleons kröning till kejsare 1805 gjordes Eugène de Beauharnais till vicekung över Italien. Några smärre områden i norr gavs som furstendömen åt Napoleons släktingar, i Neapel styrde först Josef Bonaparte och sedan Joakim Murat som kungar.
Efter Napoleon tillföll enligt Wienkongressens beslut i juni 1815 Milano, Mantua och Venetien Österrike, som här upprättade en lydstat, kungariket Lombardiet-Venetien. Viktor Emanuel I av Sardinien återfick sitt kungarike, utvidgat med Genua, storhertig Ferdinand III av Toscana och hertig Frans IV av Modena återinsattes. Piacenza och Guastalla förenades med Parma till ett hertigdöme under Marie Louise av Österrike, medan bounrbonen Ludvig II av Eturien tills vidare erhöll Lucca. Vid Marie Louises död skulle bourbonerna återinsättas i Parma och Lucca sammaslås med Toscana. Kyrkostaten återupprättades ungefär i sin gamla utsträckning. Ferrara norr om Po kom dock till Österrike. Vidare grundades kungariket Bägge Sicilierna under Ferdinand I. 
Misskötsel var rikena ledde dock snart till folkligt missnöjde i Modena, Kyrkostaten och Bägge Sicilierna. Carbonari kom att få allt starkare fäste, och vid budskapet om utbrottet av Spanska revolutionen 1820 utbröt även uppror i Bägge Sicilierna. Ferdinand I tvingades godkänna en konstiution, och överallt hissades carbonaris fana. Ett nytt uppror på Sicilien syftade till att ge ön ett eget parlament, men slogs ned. Den heliga alliansen beslutade Kongressen i Laibach 1821 att ingripa med österrikiska trupper. Efter att upprorstrupperna besegrats i slaget vid Rieti ned återupprättades en enväldig monarki och summariska avrättningar av oppositionella följde. I mars 1821 utbröt en liknande militärrevolution i Piemonte. Viktor Emanuel I abdikerade, och en konstitution proklamerades. När upproret spreds till Lombardiet, ingrep Österrike. Revolutionen krossades i slaget vid Novara, och österrikiska trupper inkvarterades på Sardinien, där enväldet återinfördes under Karl Felix.

## Italiens enande

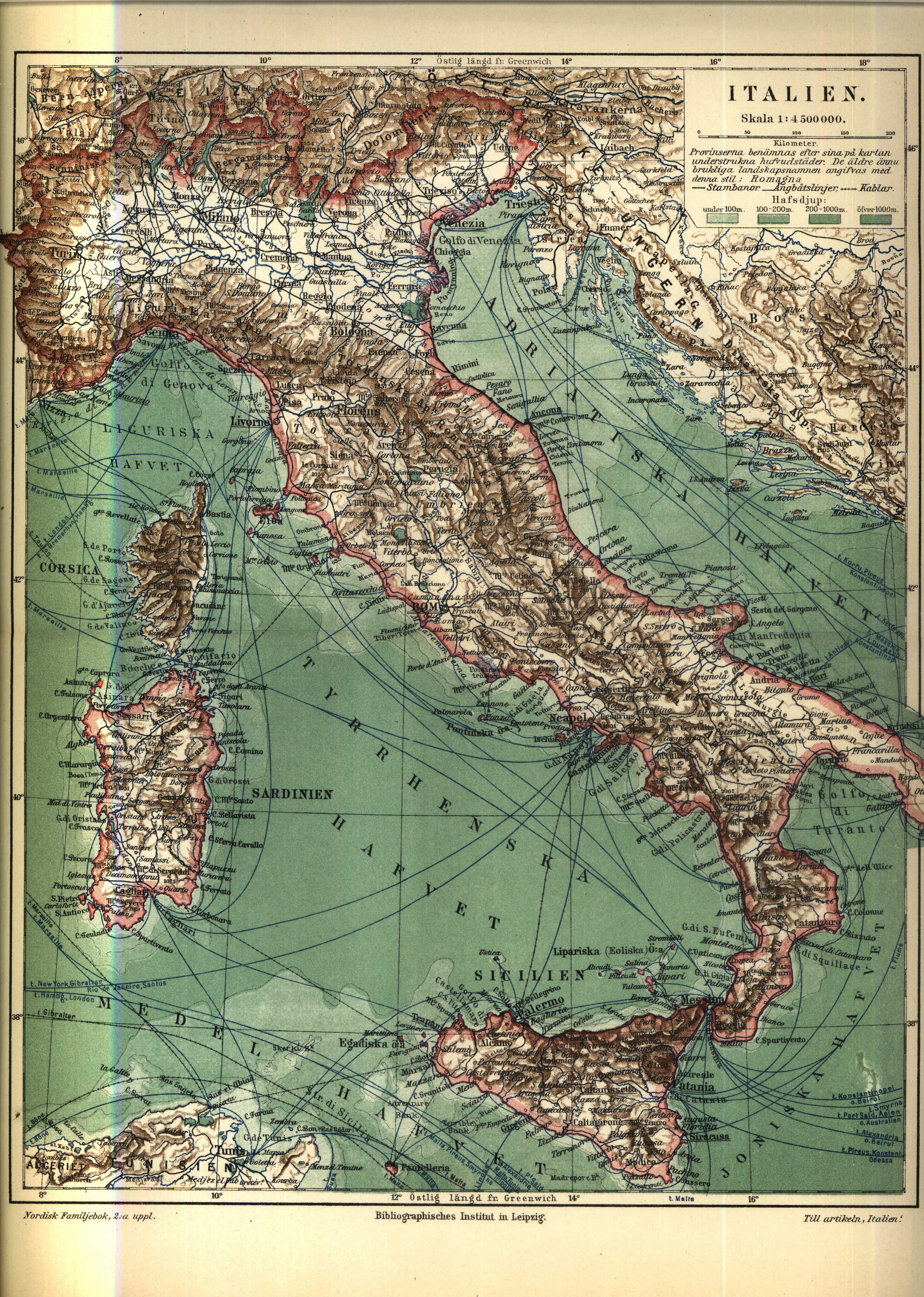
Karta över Italien före första världskriget

Italiens enande (på italienska kallat Risorgimento) 1858-1870 avser bildandet av den moderna italienska staten, utgick från Kungariket Sardinien, baserat kring Piemonte (Turin) och inkluderade redan även Sardinien. 
Processen leddes av kung Viktor Emanuel II och premiärminister Camillo di Cavour med Frankrikes kejsare Napoleon III och den nationalistiska Piemonte-politikern Garibaldi som en aktiv part i olika omgångar. Turin var huvudstad initialt, Florens från 1865 och Rom från 1871. 
- 1848 Var ett år av revolutioner i många italienska städer och särskilt i Milano och Venedig men genom Första italienska frihetskriget slog Kejsardömet Österrikes armé till slut ner upproret. Det var en etablerad stark nationalistisk rörelse i Italien.
- 1858-1850 En allians med Frankrike för att i 1859 års krig mot Österrike och erövrandet av Lombardiet med Milano
- 1860 Lämnar grevskapet Nissa (fr. Nice, it. Nizza) och resterna av Savojen till Frankrike som en del i uppgörelsen. Den oberoende (revolterande 1729 från Republiken Genua) Korsikanska republiken 1755-1769 som 1769 såldes av Genua till Frankrike och erövrades (men aldrig riktigt utsläckts), var aldrig en del i Italiens enande.
- 1860 Garibaldi med 1 067 "trogna" – la spedizione dei mille" erövrar kungariket Bägge Sicilierna, det vill säga Neapel (Syditalien) och Sicilien.
- 1860-1870 Frankrike byter sida och blir Kyrkostaten försvarare mot dess upptagande i Italien (Katolskt politiskt tryck i Frankrike)
- 1861 Kungariket Italien bildas genom anslutandet av Storhertigdömet Toscana, Hertigdömet Parma och Hertigdömet Modena och Reggio, efter att deras monarker avhysts av folkliga revolutioner. kungariket Bägge Sicilierna och norra delen Kyrkostaten (mot Adriatiska havet) annekteras. (Venedig, Lazio (Rom), Sydtyrolen och Trieste saknas fortfarande)
- 1866 tog Italien Preussens sida i kriget mot Österrike. Preussen vann detta krig, vilket medförde att Italien erhöll Venedig med hjälp av Napoleon IIIs diplomati
- 1870 En allians med Preussen/Tyskland mot Frankrike som tvingas lämna Kyrkostaten och Italien erövrar Lazio med Rom som blir ny huvudstad.
- 1919 Genom första världskriget blir Sydtyrolen och Istrien med Trieste Italienskt
- 1929 Lämnar Vatikanen till Påven genom Lateranfördraget
- 1945 Lämnar genom andra världskriget Istrien med Trieste till FN som Fria territoriet Trieste
- 1954 London Memorandum beslutar att Trieste blir Italienskt men inte resten av Istrien

Från slutet av 1800-talet, genom första världskriget och avslutandes efter andra världskriget, besatte Italien som det Italienska imperiet, ett kolonialvälde, som utökade dess styre till Libyen, Eritrea, Somalia, Etiopien, Albanien och Dodekanisos samt en koncession i Tianjin, Kina.

## Italien och första världskriget

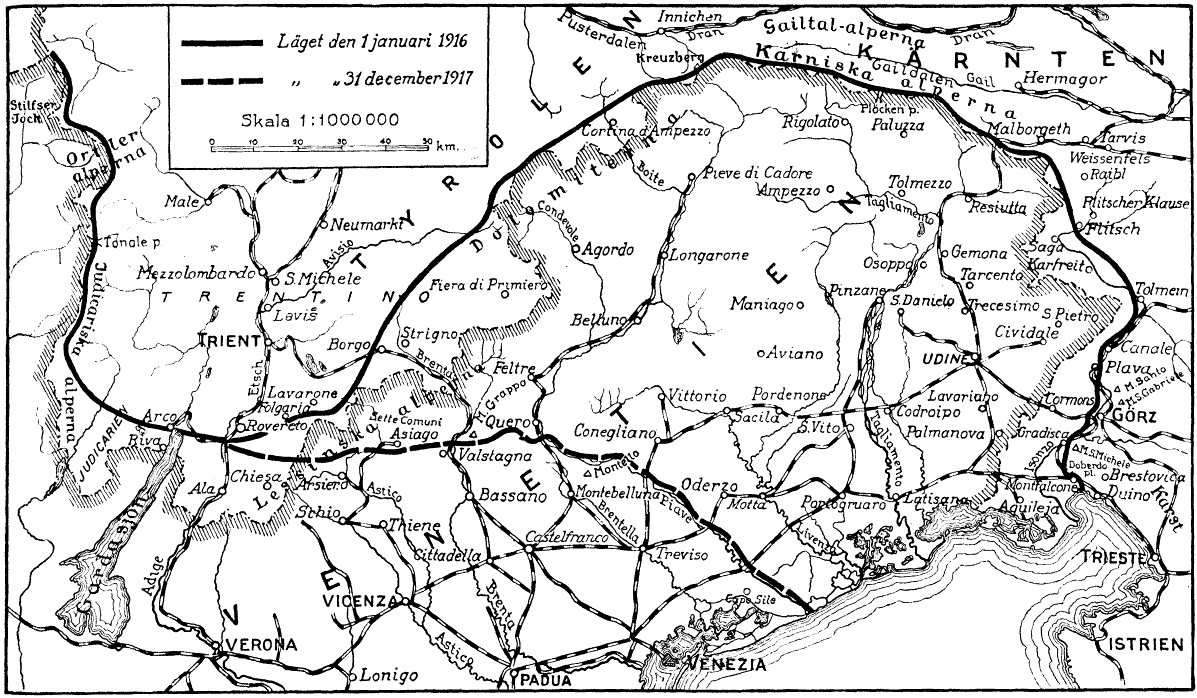
Italienska fronten 1916-17

Österrikarna organiserade sig och svarade med en attack riktad mot Venedig. Kriget slutade med vapenstilleståndet november 1918. Efter kriget fick Italien allt land söder om Brennerpasset och territorier kring Trieste. Trots det rådde det oroligheter och missnöje. Italien menade att man borde fått mer land av Österrike-Ungern med tanke på insatsen mot dem under kriget. Det var i detta klimat Benito Mussolini kom till makten 1922.

## Fascismen under Mussolini

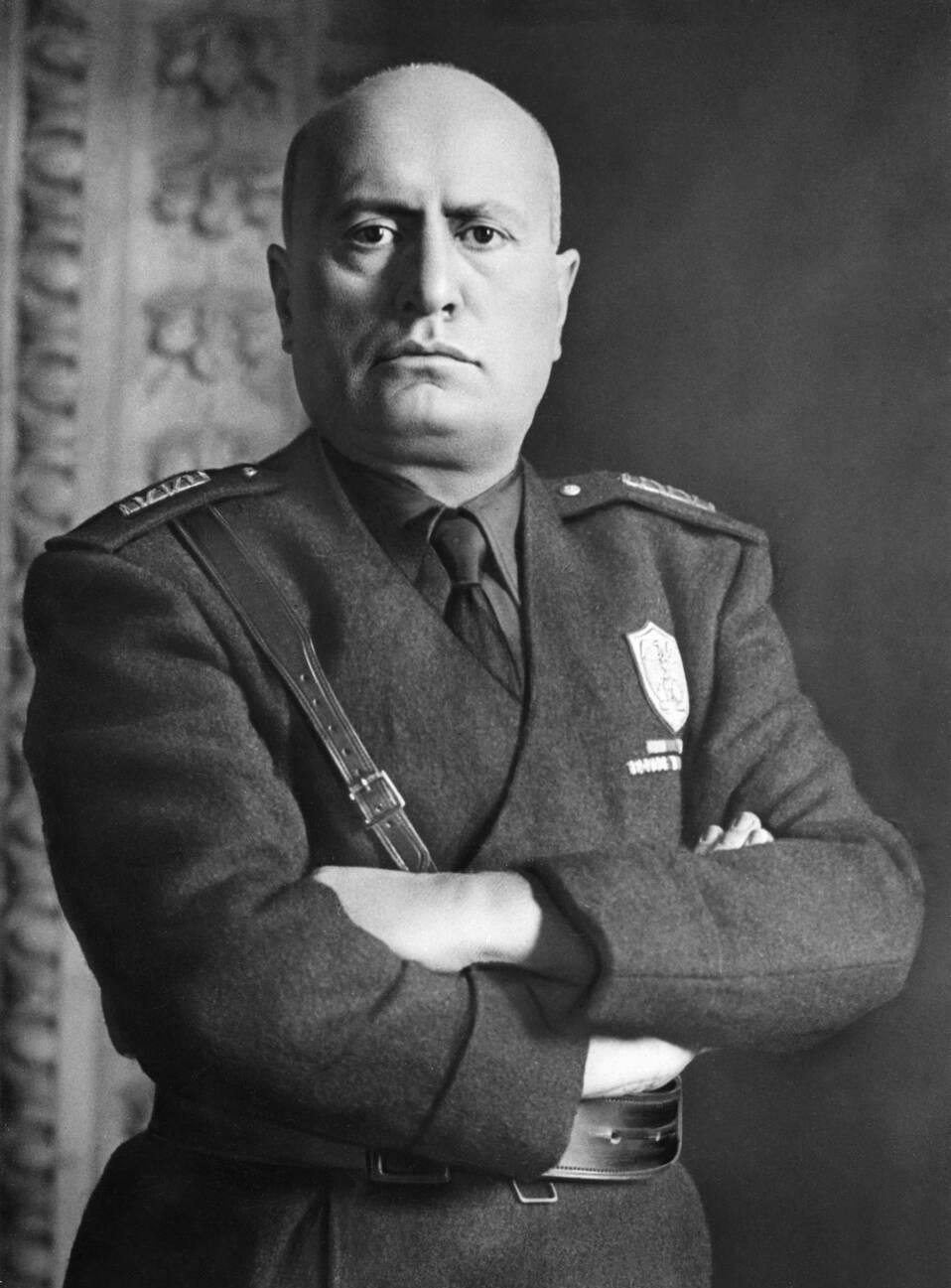
Mussolini

1922 utbröt en generalstrejk som följdes av ännu en politisk kris. Med förevändning att skapa ordning anträddes 27 oktober 1922 Marschen mot Rom, då 20 000 fascister i tre kolonner tågade mot Rom från Tivoli, Monterotondo och Civitavecchia. Mussolini anlände 28 oktober 1922 till Rom för att under påtryckningar mot den svage och psykiskt instabile kung Viktor Emanuel utses till premiärminister hellre än en socialistisk och öppet antimonarkistisk regering, vilket skedde 31 oktober 1922. I koalitionsregeringen ingick utöver Mussolini endast tre fascister samt fascistsympatisören Giovanni Gentile men även Partido Popolare Italiano (kristdemokratiskt), Partido Liberal (liberalt) samt Partido Social Democratico (vänsterliberalt), vilket bidrog till att ge de tidigare missnöjesorienterade fascisterna en borgerlig anstrykning.
Ockupationen av Fiume och Korfu, med efterföljande skadestånd till Italien vann brett stöd, liksom Lausannefördraget, där Mussolini förhandlade till sig rätten till Dodekaneserna, som enligt tidigare avtal skulle överlämnas till den nybildade turkiska republiken. Det avgörande slaget mot den sköra italienska demokratin kom samma år då den tongivande socialistledaren Giacomo Matteotti, som anklagat Mussolini för valfusk kidnappades i april 1924, troligen av fascistiska rebeller. Detta utlöste en politisk kris vilken inledningsvis antogs bli slutet för Mussolinis politiska karriär, men istället kom att bli den fascistiska regimens födelse.
Socialförsäkringssystemet byggdes kraftigt ut och arbetslösheten stävjades genom en rad massprojekt inom industri och jordbruk. Fascistiska organisatorer började likrikta olika organisationer i samhället, från ungdomsorganisationer som Balilla eller Figlio Della Lupa till fackföreningar och medier. Idrottsklubbar, biografer, hotell, infrastruktur och teatrar byggdes ut i hög utsträckning och landet fick ett ekonomiskt och industriellt uppsving. Mussolini benämnde sin ideologi som korporativism eller "nationalkorporativism"
1935 säkrade den italienska armén herraväldet över Libyen där Mussolini utropade sig själv till islams beskyddare, anföll Abessinien med en större diplomatisk kris som följd och Italiens utträde ur NF. Följande år kunde Mussolini efter Addis Abebas fall på Piazza Venezia i Rom utropa bildandet av det nyromerska imperiet med Viktor Emanuel III som kejsare. Brytningen med de tidigare allierade Storbritannien, Frankrike och Österrike följdes av en beroendeställning av Nazityskland.

## Italien och andra världskriget

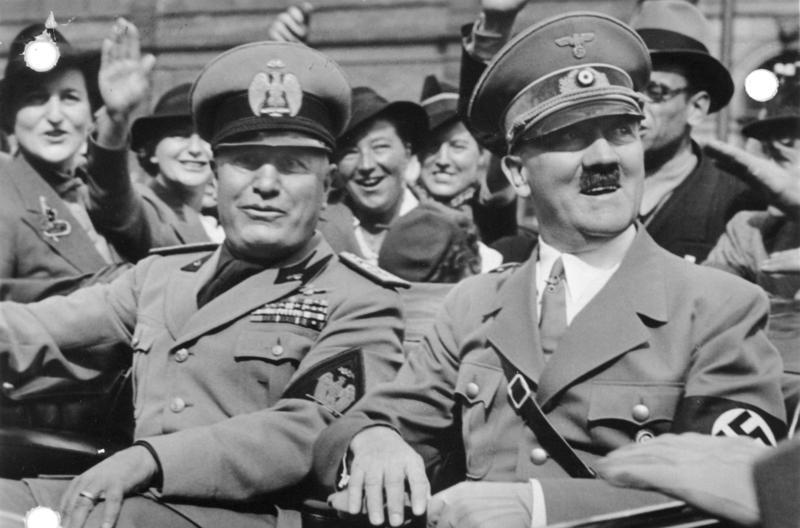
Mussolini och Hitler inför Münchenöverenskommelsen 1938.

Italien under ledning av Benito Mussolini var en av axelmakterna under andra världskriget. Mussolini trodde att kriget skulle gå snabbt och att man skulle kunna utöka sina kolonier på bekostnad av de allierade. Efter en mindre inledande offensiv besegrades Italien snart i Nord- och Östafrika av de brittiska styrkorna. Italiens områden i Östafrika ockuperades snart helt men i Nordafrika stannade motoffensiven upp då styrkor skickades till Grekland då man invaderade landet via Albanien i oktober 1940. Italienarna lyckades med stor hjälp av tyskarna driva ut britterna från Grekland och de italienska trupper var en stor del av de som ockuperade landet.
I Medelhavet misslyckades den italienska flottan att besegra de brittiska flottstyrkorna (en bidragande faktor till detta var brist på bränsle och det förödande anfallet mot Taranto) vilket ledde till att britterna kunde förse sina trupper i Nordafrika med förråd och fortsätta kriget där.
Sedan de tysk-italienska styrkorna i Nordafrika slutligen besegrats av britterna och av de amerikanska styrkorna som hade landsatts i Operation Torch 1943, och sedan de allierade erövrat Sicilien, var stödet för Mussolini och kriget svagt bland det italienska etablissemanget. För de allierades del påbörjades en lång offensiv som gick relativt långsamt bland annat på grund av den bergiga terrängen som var lätt att försvara. De tysk-italienska styrkorna besegrades inte förrän våren 1945.
Efter Italiens inträde i andra världskriget och framförallt sedan motgångarna snabbt började komma för Italien blev bindningarna med Mussolini en politisk belastning för Vittorio Emanuele III som avsatte Mussolini 1943 efter att de allierade landstigit på det italienska fastlandet och förklarade krig mot Tyskland. Det slutade med att tyskarna och Adolf Hitler kom till undsättning och bildade en norditaliensk fascistisk republik, Salòrepubliken där Mussolini (som först fängslats på kungens order men räddades av tyskarna i en spektakulär undsättningsoperation hösten 1943) blev tyskarnas marionettfigur.

## Italien efter andra världskriget
Den av fascismen misskrediterade Viktor Emanuel III abdikerade till förmån för sonen Umberto II men 1946 ersattes monarkin med en republik efter en folkomröstning om statsskick. Folkomröstningen slutade med seger för republikanerna, som fick 54,3 procent av rösterna mot monarkisternas 45,7 procent. Kungafamiljen ur huset Savojen måste då lämna landet. Det var också det första valet där kvinnor fick delta. Den nya republikens konstitution trädde i kraft den 1 januari 1948. I Parisavtalet från 1947 förlorade Italien även formellt kolonierna Libyen, Etiopien och Eritrea. Italienska Somaliland hamnade under brittiskt styre och sedan under italiensk förvaltning 1949–1960. Italien förlorade också mindre landområden till Frankrike (Briga och Tenda), Grekland (Dodekanes med Rhodos) och Jugoslavien (Istrien, Fiume, Zara och Norddalmatiska öarna).

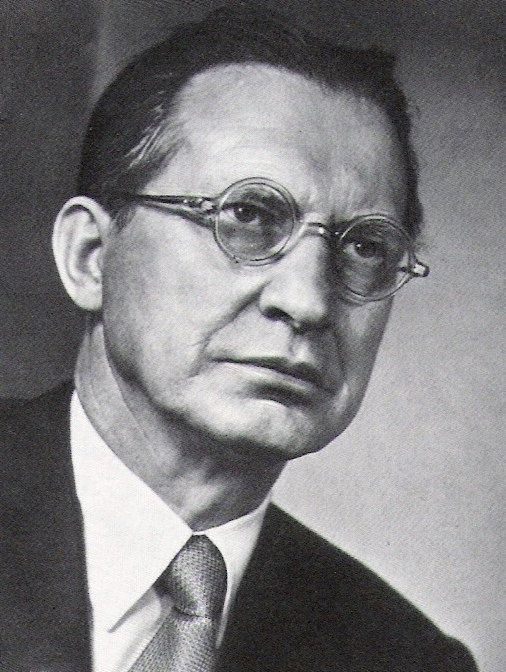
Alcide de Gasperi

Under statsministern Alcide De Gasperi blev Italien medlem i Nato 1949, Europarådet och med Romfördraget 1957 blev Italien en av grundarna till Europeiska ekonomiska gemenskapen. Democrazia Cristiana dominerande fram till 1990-talet den italienska politiken. Under 1950-talet upplevde norra Italien en stark ekonomisk tillväxt (miracolo economico) och många flyttade från det fattiga Syditalien till de norra delarna. 
Under 1970- och 80-talet ökade det politiska våldet från vänster- och högerextremister, bland annat Röda brigaderna och Prima Linea under en period som kommit att kallas Blyåren. 1978 kidnappades och mördades Aldo Moro av Röda brigaderna. Under 1970-talet var Moro en av de ivriga tillskyndarna av kommunistledaren Enrico Berlinguers förslag om ett samarbete mellan det Italienska kommunistpartiet och Moros kristdemokrater. Berlinguer menade att en parlamentarisk koalition var att föredra i ett av politiska och ekonomiska kriser drabbat Italien. 85 människor dödades, omkring 200 människor skadades vid Bombdådet i Bologna 1980. Några timmar efter explosionen tog den nyfascistiska organisationen Nuclei Armati Revoluzionari (NAR) på sig ansvaret för dådet. Regeringsmakten var mycket instabil med minst ett regeringsskifte per år, mellan socialister och kristdemokrater.
1984 slöts ett nytt konkordat med den katolska kyrkan där katolicismen förlorade statusen som statsreligion. 
I början av 1990-talet skakades Italien av en omfattande politisk kris och korruptionshärva vilket fick till följd att den första republiken gick i graven och ersattes med en andra. Mani pulite var en korruptionshärva som avslöjades i början av 1990-talet, och ledde till politisk kollaps. Det nya politiska landskapet, under en tid dominerat av Silvio Berlusconis parti Forza Italia, kallas andra italienska republiken. Berlusconi var konseljpresident (regeringschef) i Italien, alltså Italiens premiärminister, under tre perioder, från april till december 1994, från 2001 till 2006 samt från 2008 till 2011. 
Sergio Mattarella, Italiens tolfte president valdes till sitt ämbete den 3 februari 2015.
I maj 2018 blev okänd juridikprofessorn Giuseppe Conte premiärminister i Italiens nya, radikala, populistiska regering. Regeringspartrierna var Femstjärnerörelsen (M5S) och Lega (tidigare Lega Nord). Partiledarna M5S-ledaren Luigi Di Maio och Legas Matteo Salvini var ministrar i regeringen.I 2018 års parlamentsval blev EU-kritiska Femstjärnerörelsen (M5S) den stora segraren med drygt 32 procent av rösterna. Främlingsfientliga Lega gick också framåt och fick över 17 procent. Lega lämnade regeringen i augusti 2019 och premiärministern Conte formade en ny regering mellan Femstjärnerörelsen (M5S) och mittenvänsterorienterade Demokratiska partiet (PD). I januari 2021 avgick premiärminister Giuseppe Conte.
I februari 2021 blev Europeiska centralbankens förre chef Mario Draghi Italiens nästa premiärminister. Han i folkmun kallades för "Super Mario". Draghi lyckades få flera partiers stöd och Luigi Di Maio som ledde Femstjärnerörelsen fortsatte som utrikesminister. Giorgia Meloni, partiledare för högernationalistiska Italiens bröder, har varit Italiens första kvinnliga premiärminister sedan oktober 2022. Italiens bröder hade vunnit det italienska valet i september 2022 med runt 25 procent av rösterna.